# Hiroyuki Takeda
Hiroyuki Takeda (武田 博行 Takeda Hiroyuki?, nacido el 30 de noviembre de 1983 en Hyogo) es un futbolista japonés que se desempeña como guardameta.

## Trayectoria

### Clubes
| Club                | País  | Año         |
| ------------------- | ----- | ----------- |
| Mito HollyHock      | Japón | 2002 - 2007 |
| Tochigi SC          | Japón | 2008 - 2012 |
| Giravanz Kitakyushu | Japón | 2013        |
| Cerezo Osaka        | Japón | 2014 - 2016 |
| Cerezo Osaka sub-23 | Japón | 2016        |
| Tokyo Verdy         | Japón | 2017 -      |

## Estadística de carrera

### J. League
| Club                | Año   | J. League | J. League | Copa J. League | Copa J. League | Total | Total |
| Club                | Año   | Part.     | Goles     | Part.          | Goles          | Part. | Goles |
| ------------------- | ----- | --------- | --------- | -------------- | -------------- | ----- | ----- |
| Mito HollyHock      | 2002  | 0         | 0         | -              | -              | 0     | 0     |
| Mito HollyHock      | 2003  | 0         | 0         | -              | -              | 0     | 0     |
| Mito HollyHock      | 2004  | 14        | 0         | -              | -              | 14    | 0     |
| Mito HollyHock      | 2005  | 3         | 0         | -              | -              | 3     | 0     |
| Mito HollyHock      | 2006  | 35        | 0         | -              | -              | 35    | 0     |
| Mito HollyHock      | 2007  | 12        | 0         | -              | -              | 12    | 0     |
| Tochigi SC          | 2009  | 5         | 0         | -              | -              | 5     | 0     |
| Tochigi SC          | 2010  | 17        | 0         | -              | -              | 17    | 0     |
| Tochigi SC          | 2011  | 25        | 0         | -              | -              | 25    | 0     |
| Tochigi SC          | 2012  | 35        | 0         | -              | -              | 35    | 0     |
| Giravanz Kitakyushu | 2013  | 40        | 0         | -              | -              | 40    | 0     |
| Cerezo Osaka        | 2014  | 4         | 0         | 2              | 0              | 6     | 0     |
| Cerezo Osaka        | 2015  | 0         | 0         | -              | -              | 0     | 0     |
| Cerezo Osaka        | 2016  | 0         | 0         | -              | -              | 0     | 0     |
| Cerezo Osaka sub-23 | 2016  | 12        | 0         | -              | -              | 12    | 0     |
| Tokyo Verdy         | 2017  | 0         | 0         | -              | -              | 0     | 0     |
| Total               | Total | 202       | 0         | 2              | 0              | 204   | 0     |